# شهرستان الظاهر
ناحیهٔ الظاهر (به عربی: مدیریة الظاهر) یک ناحیه در یمن است که در استان صعده واقع شده‌است.

## خصوصیات
ناحیهٔ الظاهر ۲۲٬۳۹۴ نفر جمعیت دارد.